# Gustav Julius Vennigerholz
Gustav Julius Vennigerholz (* 19. November 1820 in Bücken; † 17. April 1901 in Northeim) war ein deutscher Gymnasiallehrer und Historiker.

## Leben
Der aus der Grafschaft Hoya stammende Vennigerholz absolvierte nach dem Abitur 1839 in Verden ein Theologiestudium an der Georg-August-Universität Göttingen. Nach verschiedenen Beschäftigungen als Lehrer wurde er 1846 zum Rektor des Otterndorfer Progymnasiums ernannt. Diese Tätigkeit übte er zehn Jahre lang aus, bevor er im Juli 1856 in derselben Funktion an das Progymnasium in Northeim wechselte. Bis zu seiner Pensionierung im Jahre 1887 wirkte Vennigerholz dort als Lehrer, Regional- und Lokalhistoriker. Er betrieb die Trennung von Bürgerschule und Höherer Schule. Als Historiker forschte und schrieb er beispielsweise über die Geschichte der welfischen Fürsten und ihrer Lande, Strafjustiz und Vollstreckungen in der frühen Neuzeit. Das Hauptwerk stellt seine zweibändige Beschreibung und Geschichte der Stadt Northeim in Hannover und ihrer nächsten Umgebung von 1894 dar, die 1980 – fast 100 Jahre nach ihrer Erstveröffentlichung – einen bislang letzten Nachdruck erfahren hat.
Vennigerholz war verheiratet und Vater von vier Kindern. Nach ihm wurde in seiner letzten Wirkungsstätte Northeim die Vennigerholzstraße benannt.

## Veröffentlichungen
- Kurzer Bericht über den Zweck und die Einrichtung des Progymnasiums zu Otterndorf, 1847.
- Übersicht über die Entwicklung der höheren Schule zu Northeim, Röhrs 1870.
- Bericht über die Umgestaltung des Progymnasiums zu Northeim, Northeim 1857.
- Kurzer Abriß der Geschichte der welfischen Fürsten und ihrer Lande, Northeim 1862.
- Lehrplan der höheren Bürgerschule zu Northeim, Northeim 1869.
- Übersicht über die Entwicklung der höheren Schule zu Northeim, Northeim 1870.
- Was ist von Schulfesten zu halten und wie sind dieselben einzurichten?, in: Monatsblätter des evangelischen Lehrerbundes, Jg. XVII, Nr. 9 und 10.
- Beschreibung und Geschichte der Stadt Northeim in Hannover und ihrer nächsten Umgebung, 2. Bde., Northeim 1894.